# Hollandale (Minnesota)
Pour l’article homonyme, voir Hollandale (Mississippi).
La ville de Hollandale est située dans le comté de Freeborn, dans l’État du Minnesota, aux États-Unis. Lors du recensement de 2010, sa population s’élevait à 303 habitants.

## Source
- (en) Cet article est partiellement ou en totalité issu de l’article de Wikipédia en anglais intitulé « Hollandale, Minnesota » (voir la liste des auteurs).